# Донатор

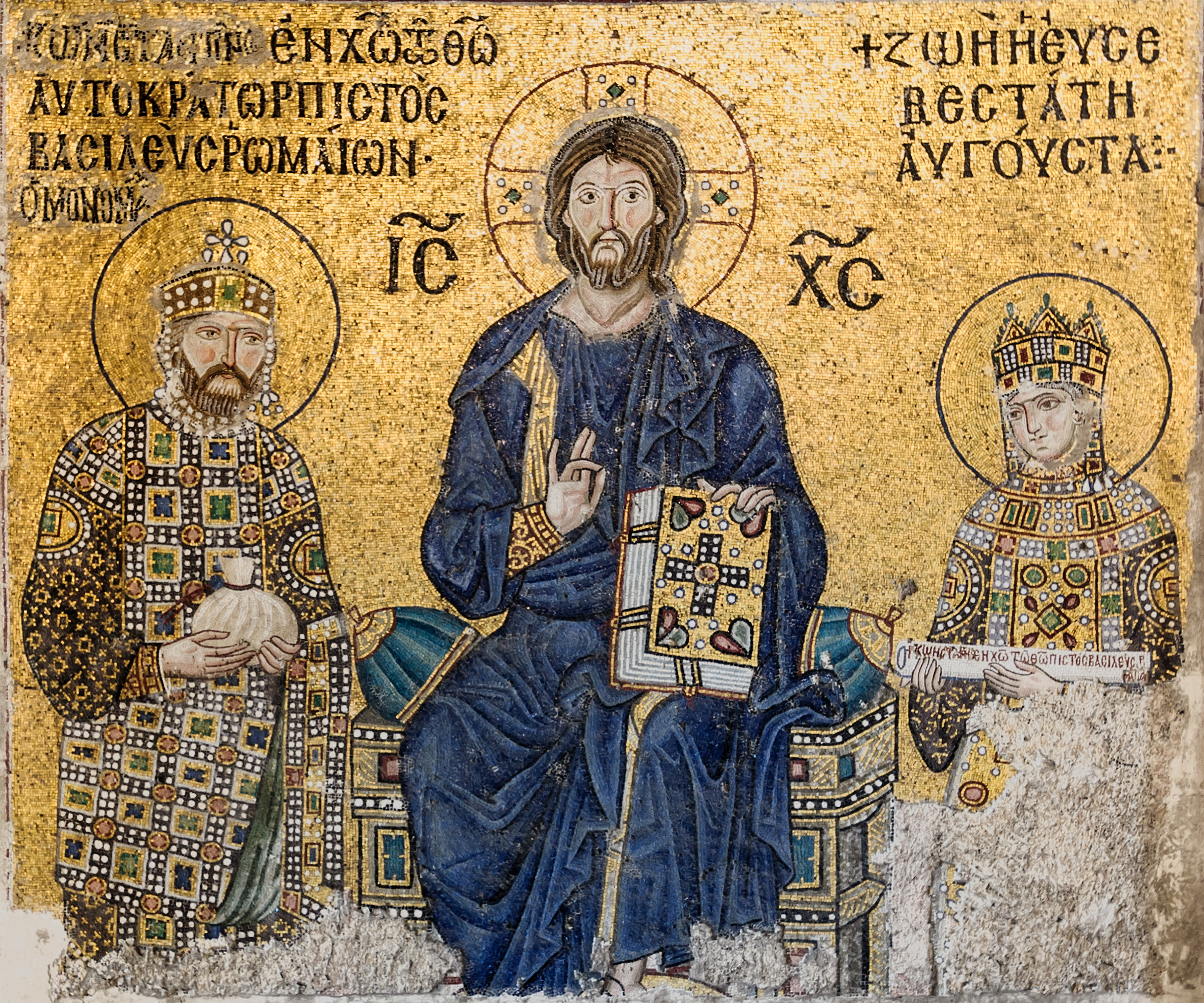
Христос з імператором Костянтином IX та імператрицею Зоєю, початок XI ст, Візантія

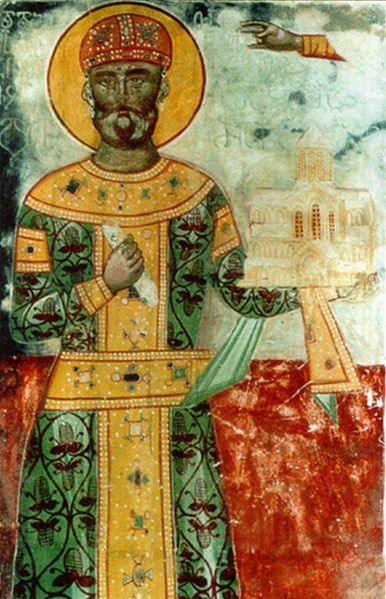
Грузинський цар Давид IV Грузинський як ктитор храму, фреска

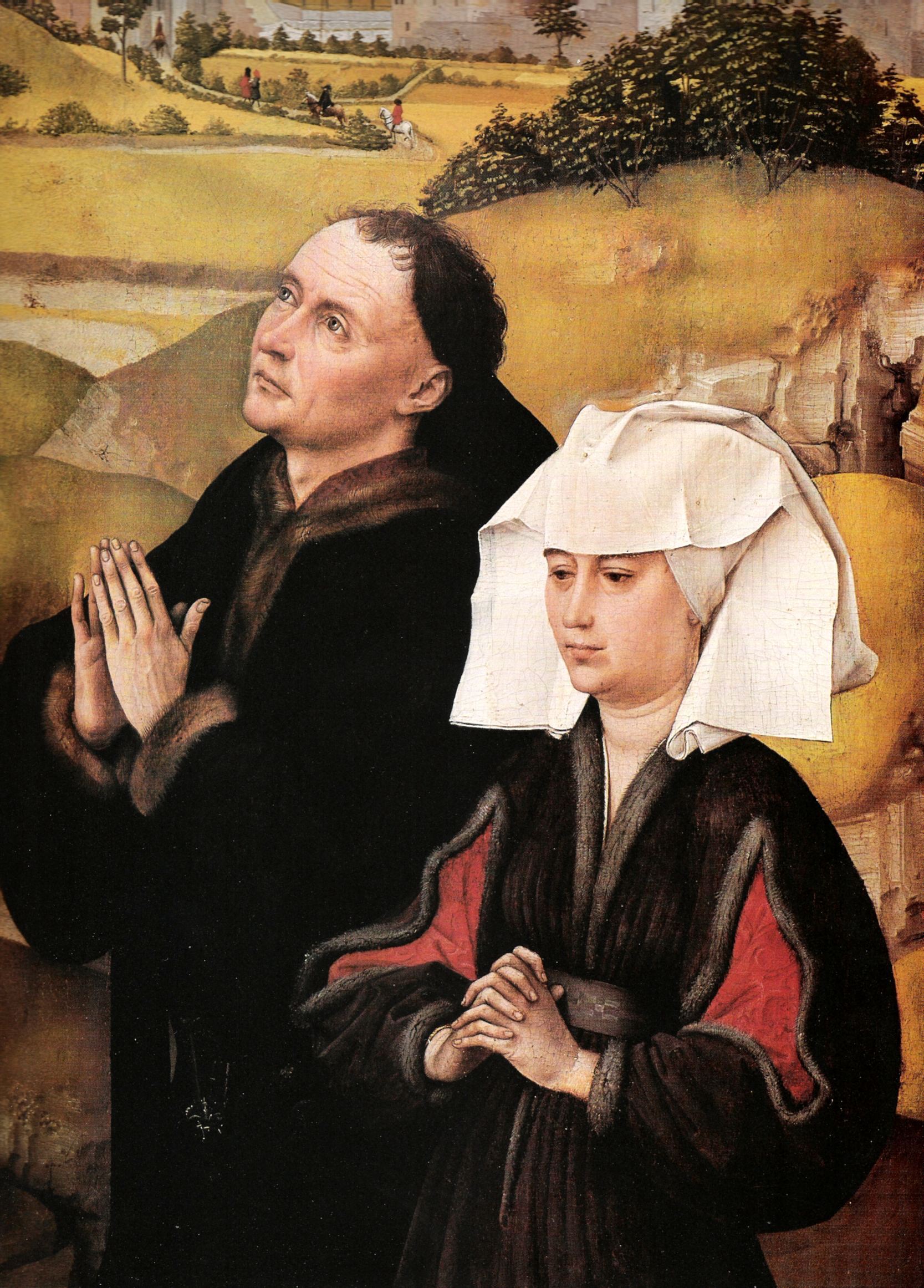
Худ. Рогір ван дер Вейден: Подружжя донаторів. Триптих «Розп'яття». Центральна панель. Близько 1440–1445. Музей історії мистецтв. Відень

Дона́тор (лат. donator — особа, що дарує, даритель) — в церковному житті РКЦ і в мистецтві середньовіччя і доби Відродження — церковна чи світська особа, що дарує. Подарунком могли бути гроші на споруду храму, гроші на створення релігійного образу чи сам твір образотворчого чи декоративно — ужиткового мистецтва (посуд з коштовних металів, ювелірні вироби).
Назва донатора в православній традиції — ктитор.
В подяку за дарунок виникає традиція зображень донаторів. У випадку дарування на храм його зображували з моделлю майбутнього храму в руці. Великі кошти на храм мали лише багаті особи, зазвичай це князь, володар краю, області та князь церковний. Дарунком вони свідчили прихильність до певної релігії і її підтримки. Зображення донаторів мають портретність, точність якої з доби раннього середньовіччя постійно зростала. На етапі відсутності розвиненого портретного жанру — портрети донаторів ставали практично єдиними портретними зображеннями історичних осіб (монарха чи князя з дружиною, єпископа, багатої світської особи).
Урочисті, сповнені духовності зображення донаторів (імператора та його дружини)поряд з троном Христа або Богородиці з'явилися в коштовних мозаїках Візантії в храмі Св. Софії. Зображення стало традиційним.
В середньовічному мистецтві Європи відомі зображення донаторів на рельєфах зі слонової кістки, в мозаїках, на мініатюрах в рукописах, в скульптурі. Побудова великих за розмірами готичних храмів спонукала донаторів і релігійну громаду поєднувати свої зусилля. Донатор міг дати гроші лише на окрему справу. Відомі випадки, коли храм доби готики одержував дарунок грошима лише на ремонт покрівлі з пластин свинцю. Так, паризький єпископ Моріс де Сюллі заповідав храму значні кошти (5 000 ліврів) тільки на покрівлю свинцем хору собору Нотр Дам.
Вже в добу готики помітили різницю між дарунками. Так, вітражі собору в місті Ман були створені за замовою цеху виноробів у 1254 р. Своє рішення сплатити створення саме вітражів винороби пояснили тим, що дарунок храму свічок — тимчасовий. Адже свічки згорять і пощезнуть, тоді як світло вітражів прикрашатиме храм довго. Виникла і гордість за свій фах. Вітражі Шартрського собору, створені на гроші ремісничих корпорацій, мали відповідні зображення сцен ремесла корпорацій.
Іноді рельєфи з зображенням донаторів створювали на рельєфах фасаду храму (Джварі)
Досить поширеним було зображення донаторів в середньовічних фресках. З розповсюдженням у Європі живопису темперними і олійними фарбами — з'являються зображення донаторів і на картинах. Удосконалення портретної майстерності художників Нідерландів та Італії XV ст. дало значні зразки зображень донаторів на вівтарях у повний зріст. Невеликі вівтарі також мали портрети донаторів в форматі погруддя на окремих панелях. Ці зображення і стануть передумовою виокремлення портрету як жанру від релігійного образу.
Меценат, на відміну від донатора, займався підтримкою митців не час від часу, а досить постійно. До того ж, меценат підтримував і світські форми мистецтва в добу секулярізації, віокремлення мистецтва від середньовічної монополії на нього церкви.